# Kayhan Kalhor

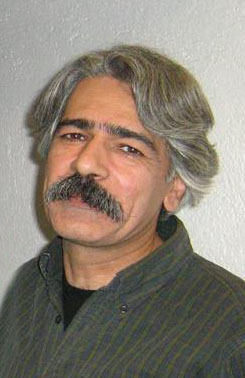
Kayhan Kalhor in 2010

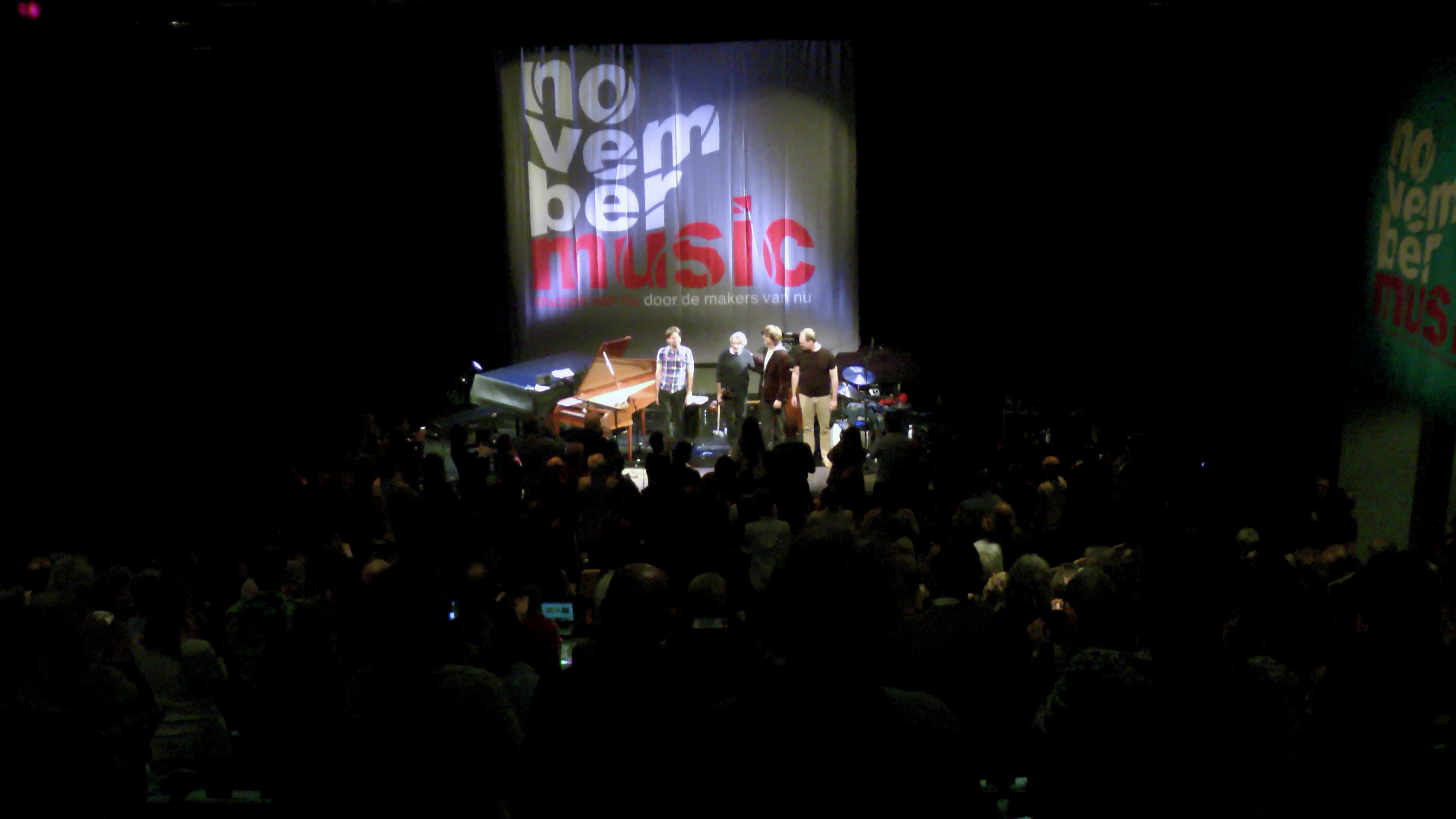
Kayhan Kalhor en het Rembrandt Trio in de grote zaal van de Verkadefabriek, Den Bosch, 2013

Kayhan Kalhor (Perzisch: کیهان کلهر) is een maestro van Kamancheh en klassieke Perzische muziek.
Kalhor komt uit een Koerdisch gezin en werd geboren in Teheran in 1963.
Hij werkte samen met grote namen uit de klassieke Iraanse (Koerdische & Perzische) muziek zoals Mohammad Reza Shajarian en Hossein Alizadeh, met wie hij het ensemble ‘Masters of Persian Music’ vormde. Zijn niet-aflatende zoektocht naar nieuwe vormen van samenwerking bracht hem samen met onder meer de Indiase muzikanten Shujaat Husain Khan (sitar en zang) en Swapan Chadhuri (tabla), de Turkse saz-speler Erdal Erzincan, de Amerikaanse strijkkwartetten Kronos Quartet en Brooklyn Rider en het Nederlandse Rembrandt Frerichs Trio.
In 2009 werd Kalhor door cellist Yo-Yo Ma uitgenodigd voor dienst beroemde Zijderoute-project.
Kalhor heeft ook op verschillende festivals in Nederland gespeeld. Hij woont in New York.

## Awards en nominaties
- 2004: Grammy Award Nominatie in de categorie Best Traditional World Music album met het album Without You
- 2004: Grammy Award Nominatie in de categorie Best Traditional World Music album met het album The Rain
- 2006: Grammy Award Nominatie in de categorie Best Traditional World Music album met het album Faryad[3]
- 2024: Songlines Music Award in de categorie Fusion voor het album The Sky is the Same Colour Everywhere met Toumani Diabaté[4]